# ایموزار مرموشه
ایموزار مرموشه (به فرانسوی: Imouzzer Marmoucha) یک شهرک در مراکش است که در فاس بولمان واقع شده‌است. ایموزار مرموشه ۴٬۰۰۱ نفر جمعیت دارد و ۱٬۷۱۳ متر بالاتر از سطح دریا واقع شده‌است.